# Dr.-Constantin-Rădulescu-Stadion
Das Dr.-Constantin-Rădulescu-Stadion (rumänisch Stadionul Dr. Constantin Rădulescu) ist ein Fußballstadion in der rumänischen Stadt Cluj-Napoca und ist die Heimspielstätte des Fußballvereins CFR Cluj.
Es ist benannt nach Constantin „Costel“ Rădulescu, der mit Unterbrechungen von 1923 bis 1938 Trainer der rumänischen Nationalmannschaft war und sie auch während der Fußball-Weltmeisterschaft 1930 betreute.

## Geschichte
Es wurde 1973 eröffnet, hatte 1997 eine Kapazität von 10.000 Zuschauern und wurde 2008 aufgrund der Champions-League-Qualifikation von Cluj renoviert, wodurch heute 23.500 Zuschauer Platz finden.
Die rumänische Nationalmannschaft spielte erstmals am 9. September 2008 bei einem Qualifikationsspiel zur Fußball-Weltmeisterschaft 2010 gegen Litauen im Dr.-Constantin-Rădulescu-Stadion (0:3).